# Grand Theft Auto: San Andreas
Grand Theft Auto: San Andreas là một trò chơi hành động-phiêu lưu năm 2004 do Rockstar North phát triển và được phát hành bởi Rockstar Games. Trong dòng trò chơi Grand Theft Auto, đây là phần thứ ba có đồ họa 3D, phần thứ năm được phát hành đầu tiên trên các hệ máy cầm tay và phần thứ bảy trên tổng số. Được phát hành đầu tiên trên hệ máy PlayStation 2 vào tháng 10 năm 2004, trò chơi sau đó đã được phát hành trên các hệ máy Xbox và Microsoft Windows (PC) vào tháng 6 năm 2005, Xbox 360 vào tháng 12 năm 2008 cũng như PS3 vào tháng 12 năm 2012. Trò chơi lấy bối cảnh một thế giới mở mà người chơi có thể tùy ý khám phá và tương tác. Cốt truyện của trò chơi xoay quanh cựu thành viên băng đảng Carl "CJ" Johnson khi anh trở về quê nhà sau cái chết của mẹ mình và bị cuốn trở lại vào thế giới băng đảng và tội phạm mà ở đó anh xung đột với các quan chức tham nhũng, tổ chức tội phạm đối địch và những kẻ thù khác. Hành trình của Carl diễn ra trên khắp tiểu bang hư cấu San Andreas của Mỹ, nơi chủ yếu dựa theo California và Nevada bao gồm ba thành phố lớn: Los Santos (lấy cảm hứng từ Los Angeles), San Fierro (San Francisco) và Las Venturas (Las Vegas).
Trò chơi tham khảo nhiều yếu tố ngoài đời thực, chẳng hạn như các thành phố, khu vực và địa danh. Cốt truyện của trò chơi cũng được dựa trên những sự kiện có thật ở Los Angeles đầu thập niên 1990, trong đó có sự đối đầu giữa các băng đảng, vấn nạn ma tuý đá cuối những năm 1980 đầu những năm 1990, vụ bê bối Rampart, và các cuộc bạo loạn ở Los Angeles năm 1992. Khác với các phần trước trong dòng trò chơi, San Andreas mang đến nhiều yếu tố lối chơi mới mà sau này tiếp tục được ứng dụng vào các phần tiếp theo, bao gồm các cơ chế mang hơi hướng nhập vai, khả năng tùy biến trang phục và phương tiện, một lượng lớn các hoạt động và mini-game, cũng như các trò chơi đánh bạc.
Ở thời điểm phát hành, San Andreas nhận được phản hồi tích cực từ giới phê bình, cụ thể là về âm nhạc, cốt truyện và lối chơi, cũng như một số phản hồi tiêu cực về đồ họa và một số yếu tố trong việc điều khiển nhân vật. San Andreas là trò chơi điện tử bán chạy nhất năm 2004, trò chơi PlayStation 2 bán chạy nhất từ trước đến nay và một tong những trò chơi điện tử bán chạy nhất mọi thời đại, với tổng doanh số toàn cầu tính đến năm 2011 là 27,5 triệu bản. Tương tự các phần trước trong dòng trò chơi, San Andreas được đánh giá là một trong những trò chơi điện tử hay nhất mọi thời đại, cũng như một cột mốc trong lịch sử trò chơi điện tử vì tầm ảnh hưởng sâu rộng của nó. Bên cạnh những đánh giá tích cực, trò chơi cũng đã gây nhiều lo ngại và tranh cãi vì tính bạo lực và nội dung tình dục. Cụ thể, một bản vá do người chơi tạo ra có tên là "bản mod Hot Coffee" đã mở khóa một trường đoạn tình dục trong trò chơi mà trước đó bị khóa. Năm 2015, một phiên bản remaster của San Andreas với độ phân giải cao được phát hành trên Xbox 360 và PlayStation 3. Tháng 6 năm 2018, trò chơi được bổ sung vào thư viện tương thích ngược của Xbox One. Trò chơi cũng đã được phát hành trên nhiều nền tảng và dịch vụ khác, bao gồm OS X, Xbox Live, PlayStation Network và các thiết bị di động (iOS, Android, Windows Phone và Fire OS). Phần tiếp theo của dòng trò chơi, Grand Theft Auto IV, được phát hành vào tháng 4 năm 2008.
Một phiên bản nâng cấp có tên là The Definitive Edition, bao gồm Grand Theft Auto: San Andreas, đã được phát hành trên Windows, Nintendo Switch, PlayStation 4, PlayStation 5, Xbox One và Xbox Series X/S vào ngày 11 tháng 11 năm 2021.

## Lối chơi

Người chơi đang lái xe về khu Ganton ở Los Santos lúc chập tối.

San Andreas được cấu trúc tương tự như hai tựa game được phát hành trước đó là Grand Theft Auto III và Grand Theft Auto: Vice City. Lối chơi cốt lõi bao gồm các yếu tố của các trò chơi bắn súng góc nhìn thứ ba và đua xe, đồng thơi mang đến cho người chơi một môi trường thế giới mở rộng lớn để khám phá. Đây cũng là lần đầu tiên nhân vật có thể bơi lội và leo trèo. Người chơi có thể điều khiển nhiều phương tiện, bao gồm xe hơi, xe buýt, xe bán tải, xuồng máy, máy bay, trực thăng, tàu hỏa, xe tăng, xe gắn máy và xe đạp.
Môi trường mở phi tuyến tính cho phép người chơi khám phá và tự do chọn lựa cách chơi. Mặc dù các nhiệm vụ của cốt truyện cần phải được hoàn thành để câu chuyện phát triển cũng như mở khóa một số nội dung nhất định, nhưng điều đó là không bắt buộc và người chơi có thể thực hiện chúng lúc nào cũng được. Khi không thực hiện nhiệm vụ, người chơi có thể tự do đi lại và ngắm cảnh xung quanh thành phố hoặc gây hỗn loạn bằng cách tấn công, hoặc thâm chí là giết chết những công dân trong thành phố hoặc phá hoại xe cộ hoặc các tài sản khác, việc này có thể gây sự chú ý đến các lực lượng an ninh. Cảnh sát sẽ xử lý những vi phạm nhỏ, còn các đội đặc nhiệm, FBI và quân đội sẽ giải quyết những mức truy nã cao hơn.
Người chơi có thể nhận nhiều nhiệm vụ phụ để tăng các mức độ tội phạm (criminal rating) và kiếm thêm thu nhập cho nhân vật, bao gồm cả những nhiệm vụ phụ truyền thống có từ các tựa game trước như đưa đón khách đi taxi, dập các đám cháy, chở người bị thương đến bệnh viện và chiến đấu chống tội phạm. Một số nhiệm vụ mới bao gồm trộm cắp, môi giới gái mại dâm, giao hàng bằng xe tải hoặc tàu hỏa và học lái xe/máy bay/xuồng/xe máy.
Ban đầu không phải tất cả các địa điểm đều có thể được tiếp cận. Một số địa điểm như ga ra sửa chữa xe, phòng tập thể hình và cửa hiệu chỉ được kích hoạt sau khi nhân vật đã hoàn thành những nhiệm vụ nhất định. Tương tự như vậy, trong phần đầu của trò chơi, người chơi chỉ có thể khám phá Los Santos và vùng ngoại ô của nó; các con đường vào các thành phố còn lại sẽ được mở khi một số nhiệm vụ phải được hoàn thành, tuy nhiên, người chơi vẫn có thể đến các thành phố đó bằng một số thủ thuật như bơi qua sông/biển, chạy xe trên thành cầu hoặc dùng các mã gian lận (cheat). Khi vào một thành phố chưa được mở, người chơi sẽ ngay lập tức bị truy nã 4 sao.
Khác với GTA III và Vice City, San Andreas không cần thời gian tải khi người chơi di chuyển giữa các quận trong một thành phố. Màn hình tải trong trò chơi chỉ xuất hiện ở các đoạn cắt cảnh (cutscene).
Nhiều yếu tố của trò chơi được làm lại để bao gồm những ý tưởng từ một tựa game khác của Rockstar, Manhunt, trong đó có nhiều yếu tố hành động lén lút, được cải tiến cũng như việc hiển thị lượng máu của mục tiêu (đổi màu từ màu xanh, đỏ đen đen tùy vào lượng máu). Trong phiên bản dành cho PC của trò chơi, người chơi phải bấm và giữ chuột phải để ngắm, rồi sau đó bấm hoặc giữ chuột trái để bắn.

Người chơi đấu súng với thành viên của băng đảng Ballas.

Thêm vào đó, GTA San Andreas là phiên bản đầu tiên mà người chơi có thể bơi lội và trèo tường. Khả năng bơi lội ảnh hưởng lớn đến lối chơi bởi giờ đây nước không còn là rào cản. Người chơi còn có thể sử dụng một lúc hai khẩu súng để tăng hỏa lực. Vì quy mô rộng lớn của San Andreas, người chơi có thể đánh dấu một địa điểm nào đó trên bản đồ để có thể đến đó một cách dễ dàng hơn.

### Yếu tố nhập vai trong xây dựng nhân vật
Rockstar đã nhấn mạnh việc cá nhân hóa nhân vật chính bằng cách thêm vào nhiều yếu tố của một trò chơi nhập vai. Quần áo, phụ kiện, kiểu tóc, trang sức và xăm trổ nay có thể được CJ mua và có sự tác động lên phản ứng của các nhân vật khác. Đặc biệt, đây là phần đầu tiên mà người chơi có thể lựa chọn để hẹn hò với bạn gái, Mức độ kính trọng mà các thành viên trong băng đảng cũng như bạn bè trên đường phố dành cho CJ thay đổi dựa trên ngoại hình và hành động của nhân vật, tương tự như mối quan hệ của hắn với bạn gái. Người chơi cũng cần phải cho CJ ăn đồng thời tập thể thao để giữ được sức khỏe. Việc cân bằng chế độ ăn uống và các hoạt động thể chất có ảnh hưởng đến ngoại hình và các thuộc tính của nhân vật.
San Andreas có nhiều kỹ năng ở các lĩnh vực như lái xe, bắn súng, sức chịu đựng (stamina) và khả năng hô hấp (lung capacity), các kỹ năng này được cải thiện trong suốt quá trình chơi. CJ còn có thể học 3 kiểu chiến đấu đối kháng bao gồm đấm bốc, kung fu và Muay Thái tại phòng tập thể hình ở mỗi thành phố. CJ cũng có thể đối thoại với người đi bộ trên vỉa hè. Theo Rockstar, có khoảng 4,200 dòng hội thoại trong trò chơi.

### Phương tiện di chuyển
Tổng cộng có 211 phương tiện trong trò chơi so với 85 trong GTA III. Các phương tiện mới bao gồm nhiều loại xe đạp, một loại xe chở rác, một chiếc thủy phi cơ, các loại xe kéo,... San Andreas sử dụng các tính năng tương tự như loạt trò chơi đua xe Midnight Club, bao gồm khả năng điều khiển phương tiện trên không, nâng cấp động cơ nitơ cũng như các điều chỉnh về ngoại hình.
Có nhiều loại phương tiện khác nhau nhằm phục vụ những mục đích riêng biệt. Các loại xe địa hình hoạt động tốt hơn trong các môi trường gồ ghề, còn các loại xe đua thì phù hợp hơn với đường sá. Phi cơ có tốc độ rất nhanh nhưng thường phải có đường băng để hạ cánh, còn trực thăng thì có thể hạ cánh gần như ở bất cứ đâu và dễ điều khiển nhưng lại có tốc độ chậm hơn. Trong khi các tựa game Grand Theft Auto tiền nhiệm chỉ có một số ít kiểu máy bay và rất khó để sử dụng thì San Andreas có tới 11 chiếc máy bay và 9 chiếc trực thăng đồng thời chúng đóng vai trò lớn hơn trong các nhiệm vụ. Người chơi còn có khả năng nhảy dù khỏi máy bay. Một số loại xuồng máy được thêm vào còn các loại cũ thì được sửa đổi.

### Bổ sung và thay đổi khác
- Chiến tranh băng đảng (Gang war): Những trận chiến giữa các băng nhóm được bắt đầu bất cứ khi nào người chơi bước vào lãnh địa trên bộ (không ngồi trên motor hay xe hơi) và giết ít nhất 3 thành viên của địch. Nếu người chơi sống sót sau 3 đợt kẻ địch tấn công, khu vực đó sẽ thuộc về băng đảng của người chơi. Người chơi chiếm được càng nhiều lãnh địa thì sẽ kiếm được càng nhiều tiền. Đôi khi, lãnh địa của người chơi bị các băng đảng khác tấn công và muốn giữ được lãnh địa thì phải chiến đấu để giữ lãnh địa. Băng đảng nào bị mất tất cả các lãnh địa thì sẽ không còn khả năng tấn công, và tất nhiên là không còn vùng kiểm soát trên bản đồ nữa. Và nếu người chơi chiếm được tất cả mọi lãnh địa thì sẽ không còn bị tấn công nữa. Trong phiên bản chính thức, chỉ có chiến tranh băng đảng với 2 băng đảng chính ở Los Santos là Ballas và Vagos, người chơi không thể có chiến tranh băng đảng với các băng đảng ở 2 thành phố còn lại.[13]
- Độ xe: Hầu hết các loại xe hơi trong trò chơi đều có thể được thay đổi và nâng cấp, chủ yếu là về mặt ngoại hình. Các thay đổi bao gồm sơn xe, vành bánh xe, khung xe, thiết bị ngoại thất, bộ giảm xóc và dàn âm thanh.
- Trộm cắp: Nối tiếp truyền thống gây tranh cãi của loạt trò chơi, trộm cắp là một cách kiếm tiền trong San Andreas.[14] CJ có thể đột nhập vào một ngôi nhà vào ban đêm và lấy đi những vật có giá trị.
- Các mini-game: Người chơi có thể chơi nhiều mini-game trong San Andreas như bóng rổ, bida. Bên cạnh đó còn có các trò chơi cờ bạc như cá cược đua ngựa, các trò chơi trên các máy chơi game.[15]
- Tiền: Hệ thống tiền trong trò chơi đã được mở rộng. Người chơi có thể tiêu tiền để đánh bạc, xăm trổ hay ăn uống,... Việc thua bạc quá nhiều có thể dẫn đến nợ nần (được hiển thị bằng số âm màu đỏ). Khi đó, sau khi CJ rời khỏi nhà, người chơi sẽ nhận được cuộc gọi từ một nhân vật bí ẩn về khoản nợ của mình. 4 thành viên băng đảng sẽ đột nhiên xuất hiện và tấn công khi nhìn thấy CJ nếu người chơi không trả đủ nợ sau cuộc gọi thứ hai. Việc tấn công sẽ liên tục xảy ra cho đến khi số tiền của người chơi không còn là số âm nữa.
- Chế độ nhiều người chơi: Các cuộc thảm sát đã được điều chỉnh để hai người chơi có thể cùng nhau thực hiện. Cả hai người chơi sẽ được hiển thị trên màn hình cùng một lúc nên họ phải giữ khoảng cách gần với nhau. Tính năng này đã bị loại bỏ trên phiên bản dành cho PC, tuy nhiên các bản mod như Multi Theft Auto và San Andreas Multiplayer sẽ cho phép điều này.

## Tóm tắt

### Bối cảnh
Grand Theft Auto: San Andreas lấy bối cảnh ở tiểu bang San Andreas được hư cấu dựa trên một phần của California và Nevada, bao gồm 3 thành phố chính: Los Santos ứng với Los Angeles, San Fierro ứng với San Francisco và Las Venturas ứng với Las Vegas. Môi trường xung quanh các thành phố này cũng được mô phỏng theo cảnh vật ở vùng Tây Nam nước Mỹ. Người chơi có thể lái xe lên ngọn núi Chillad (dựa trên Núi Diablo), nhảy dù từ nhiều đỉnh núi và tòa nhà chọc trời cũng như ghé thăm 12 thị trấn và ngôi làng ở vùng nông thôn của 3 quận Quận Cam, Quận Kern và Quận Bone. Những địa điểm đáng chú ý khác bao gồm Đập Sherman (dựa trên Đập Hoover), một doanh trại quân đội bí mật lớn tên là Area 69 (dựa trên Area 51), một chảo vệ tinh lớn (dựa trên một chảo vệ tinh nằm trong Very Large Array), Vinewood (dựa trên Hollywood) cũng như nhiều đặc trưng địa lý khác. Một điều thú vị là hai cây cầu ở San Andreas cũng được dựa trên hai cây cầu đường bộ và đường sắt kết nối thành phố Edinburgh, nơi đặt trụ sở Rockstar North, và quận Fife, mặc dù cây cầu đường bộ trông rất giống cầu qua vịnh Oakland-San Francisco. San Andreas rộng 13.9 dặm vuông (36 kilômét vuông), gần gấp bốn lần Vice City và gấp năm lần Liberty City. 3 thành phố được kết nối với nhau bằng nhiều đường cao tốc, hệ thống tàu hỏa và đường hàng không. San Andreas không chỉ có các khu vực đô thị mà còn bao gồm nhiều khu vực nông thôn.

### Nhân vật
Các nhân vật xuất hiện trong San Andreas rất đa dạng và có liên hệ tới những thành phố và địa điểm mà họ sống, và cũng có liên quan đến các phần khác của loạt trò chơi Grand Theft Auto. Điều này khiến trò chơi có những cốt truyện và bối cảnh phong phú hơn nhiều so với Grand Theft Auto III và Grand Theft Auto: Vice City. Người chơi điều khiển Carl "CJ" Johnson (Young Maylay), một thành viên của băng đảng Grove Street Families, một băng đảng người Mỹ gốc Phi, đóng vai trò là nhân vật chính của trò chơi.
Các màn chơi tại Los Santos xoay quanh sự đối đầu giữa băng đảng Grove Street Families với băng Ballas và băng Vagos vì lãnh địa và sự kính trọng. Ở San Fierro có các băng đảng Đông Á, gồm Hội Tam Hoàng, một băng nhóm người Việt Nam (the Da Nang Boys) và một lực lượng những kẻ du côn người Tây Ban Nha làm việc cho "Loco Syndicate". Còn ở Las Venturas thì có ba tổ chức xã hội đen và các Hội Tam Hoàng.
Tương tự như hai tựa game GTA trước đó, các diễn viên lồng tiếng cho San Andreas bao gồm những người nổi tiếng như David Cross, Andy Dick, Ron Foster, Samuel L. Jackson, James Woods, Peter Fonda, Charlie Murphy, Frank Vincent, Chris Penn, Danny Dyer, Sara Tanaka, William Fichtner, Wil Wheaton, rappers Ice-T, Chuck D, Frost, MC Eiht và The Game cũng như một số nhạc sĩ như George Clinton, Axl Rose, Sly and Robbie, và Shaun Ryder. Young Maylay ra mắt lần đầu tiên trong vai nhân vật chính Carl.
Theo danh sách các kỷ lục Guinness thế giới của game thủ, trò chơi có dàn diễn viên lồng tiếng lớn nhất với 861 người.

### Cốt truyện
Gia đình nhà Johnson sinh sống tại phố Grove, Los Santos. Bà Beverly Johnson lớn tuổi nhất và có bốn người con: Sweet, Kendl, Carl và Brian.
Năm 1987, Carl "CJ" Johnson chứng kiến cảnh em trai mình, Brian, bị sát hại bởi các thành viên của băng đảng đối địch (Ballas). Bị anh trai ruột Sean "Sweet" Johnson buộc tội về vụ sát hại đồng thời không muốn tiếp tục cuộc sống bất lương, anh rời khỏi Los Santos để bắt đầu một cuộc đời mới và chuyển đến Liberty City, là một thành phố tọa lạc ở Bang Liberty trong thế giới Grand Theft Auto III.
Năm năm sau cái chết của Brian, vào năm 1992, Carl đã trở thành một tên trộm xe hơi đầy tham vọng và hoạt động cùng Joey Leone, một kỹ sư cơ khí chuyên nghiệp, thành viên băng Leone Family. Một ngày, anh nhận được một cuộc điện thoại từ anh trai mình, Sweet (Faizon Love), về việc mẹ của họ, bà Beverly Johnson, đã bị sát hại. Carl quyết định trở về quê nhà để dự đám tang.
Chưa kịp về đến nhà, Carl buộc phải ra khỏi xe bởi viên cảnh sát Frank Tenpenny (Samuel L. Jackson) cùng với Edward "Eddie" Pulaski và Jimmy Hernandez của C.R.A.S.H.. Chúng đe dọa sẽ vu cáo Carl về tội giết một viên cảnh sát khác (người vừa bị chúng giết) trừ khi anh hỗ trợ chúng trong các hoạt động phi pháp.
Carl trở về căn nhà cũ của mình ở Grove Street và cùng anh trai mình cũng như các thành viên Ryder (MC Eiht), Big Smoke (Clifton Powell) và OG Loc trong băng nhóm tái thiết lại Grove Street Families trở thành băng đảng mạnh nhất ở Los Santos. Carl, Ryder và Big Smoke bắt đầu đánh chặn các vụ vận chuyển vũ khí, từ đó gây chiến với hai băng đảng đối địch là "Ballas" và "Vagos", đồng thời làm giảm sự ảnh hưởng của ma túy đối với các thành viên trong băng nhóm. Carl cũng giúp đỡ OG Loc tạo dựng sự nghiệp âm nhạc bằng cách phá hoại rapper Madd Dogg (Ice-T). Carl cũng bắt đầu hàn gắn các mối quan hệ của mình và dần giành lại được sự kính trọng từ phía gia đình và các đồng minh, đặc biệt là Sweet.
Không lâu sau một cuộc chiến băng đảng, Carl nhận được một cuộc gọi từ bạn trai của em gái mình, Cesar Vialpando (Clifton Collins, Jr.), thủ lĩnh của băng đảng "Varrios Los Aztecas", một băng nhóm nhỏ người Mê-hi-cô, Cesar cho Carl thấy một chiếc "Sabre" (chiếc xe được đồn đại là có dính líu tới vụ ám sát của mẹ anh) được hộ tống bởi Big Smoke, Ryder, một vài thành viên băng Ballas và cùng với Tenpenny. Carl không thể cứu được anh trai mình khỏi cuộc phục kích và bị cảnh sát bắt giữ rồi đưa về vùng nông thôn San Andreas để ám sát một nhân viên FBI là nhân chứng đang đe dọa Tenpenny và Pulaski. Trong khi đó, Ryder và Big Smoke, nay đã công khai đứng về phe băng Ballas, tiếp quản Los Santos và khiến thành phố tràn ngập trong ma túy và thuốc phiện.
Tenpenny buộc Carl phải làm việc cùng một người trồng cây thuốc phiện già tên là "The Truth" (Peter Fonda) để chuẩn bị làm hạ uy tín một vị biện lý quận. Trong lúc đó, Cesar nhờ Carl giúp đỡ trong một vụ cướp cùng với em họ mình là Catalina. Sau đó Carl tham gia vào các cuộc đua xe trái phép. Sau cuộc đua, Carl gặp thủ lĩnh mù Ngô Tử Mục (Wu Zi Mu, "Woozie") của Hội Tam Hoàng và giành được quyền sở hữu một ga-ra ở San Fierro từ Catalina. Với sự hỗ trợ của The Truth, Carl biến ga ra này thành nơi tháo dỡ xe ăn cắp bằng cách thuê hai thợ cơ khí Dwaine và Jethro cũng như chuyên gia thiết bị điện tử Zero (David Cross).
Bên cạnh việc làm theo lệnh của Tenpenny, Carl thâm nhập vào Loco Syndicate, nơi sản xuất ma túy cho Smoke và Ryder. Cuối cùng Carl ám sát những kẻ cầm đầu của Syndicate, tiêu diệt Ryder và cho nổ nhà máy thuốc phiện của chúng. Carl cũng giúp Ngô đánh bại một băng nhóm người Việt Nam ở San Fierro, The Da Nang Boys (Xian gang Boys). Zero gọi điện báo cho Carl biết rằng ông chủ nhà đang rao bán cửa hàng của Zero. Carl có thể lựa chọn việc mua lại cửa hàng cho Zero để cứu lấy việc kinh doanh của Zero và giúp Zero gây chiến với kẻ địch của anh ta, Berkley.
Một trong số những kẻ cầm đầu của Syndicate, Mike Toreno (James Woods), hóa ra vẫn chưa chết và liên lạc với Carl để tiết lộ rằng hắn là một đặc vụ bí mật của chính phủ và hứa sẽ thả Sweet ra tù nếu được Carl giúp đỡ. Carl một lần nữa gặp lại The Truth, lần này, The Truth nhờ Carl thực hiện 2 nhiệm vụ liên quan tới các bí mật quốc gia như xâm nhập vào đặc khu 69 (Area 69) để đánh cắp một động cơ phản lực Jetpack, và đánh cắp một loại công nghệ Green Goo từ một chiếc tàu hỏa được quân đội canh giữ.
Sau đó, Carl được Ngô mời làm đối tác của Sòng bạc Tứ Long(Four Dragons Casino) ở Las Venturas, nơi đang bị quấy rối bởi sòng bạc đối thủ là Caligula's Palace do 3 gia đình mafia đồng thời điều hành. Để đánh bại đối thủ, Carl cùng nhóm của Ngô lên kế hoạch thực hiện một vụ cướp vào sòng bạc Caligula's. Thông qua The Truth, Carl gặp gỡ với nhà sản xuất âm nhạc Kent Paul (Danny Dyer) và khách hàng của Kent, Maccer, cũng như người quản lý của sòng bạc Caligula's Ken Rosenberg (Bill Fichtner). Khi Salvatore Leone (Frank Vincent) đến Las Venturas để tiếp quản casino Caligula's, hắn bắt Rosenberg, Kent Paul và Maccer làm con tin, nhưng Carl đã giúp họ trốn thoát khi giả vờ giúp đỡ Salvatore. Trong khi đang làm việc cho Salvatore, Carl được đưa đến Liberty City để tiêu diệt một tổ chức xã hội đen hoạt động ở Saint Mark's Bistro. Cuối cùng Carl và Ngô thực hiện vụ cướp và lấy đi hàng triệu đô la từ casino của Salvatore. Sau đó Carl nhận được một cuộc gọi từ Salvatore, người luôn miệng nói rằng Carl sẽ phải chết, đồng thời đe dọa sẽ giết bạn bè và gia đình Carl. Carl chế nhạo Salvatore và cúp máy. Salvatore không được nhắc đến trong suốt phần còn lại của trò chơi.
Trong khi đó, Tenpenny, Pulaski và Hernandez, hiện đang bị sở cảnh sát LSPD buộc tội, Tenpenny giết Hernandez vì đã chỉ điểm và yêu cầu Pulaski giết Carl nhưng Carl đã giết được Pulaski trước. Carl cũng ngăn không cho rapper hết thời Madd Dogg tự sát, sau đó trở thành quản lý của Madd Dogg và giúp anh giành lại tên tuổi ở Los Santos khỏi OG Loc. Không lâu sau khi Carl làm công việc cuối cùng cho Toreno, Sweet cuối cùng cũng được thả. Giờ đây, Carl cùng anh trai mình tái thiết lại Grove Street một lần và mãi mãi.
Tenpenny ra hầu tòa vì nhiều tội danh nhưng lại được giảm án vì thiếu bằng chứng do tất cả các nhân chứng đều hoặc bị đe dọa, hoặc mất tích, hoặc đã chết. Việc thả Tenpenny gây sửng sốt và giận dữ cho cả thành phố Los Santos, dẫn đến sự tái hiện cuộc bạo loạn Los Angeles 1992.
Trong lúc đó, Cesar cũng đã quay lại Los Santos và nhờ Carl giúp đỡ tái thiết lại băng Varrios Los Aztecas. Sau khi Sweet tìm ra nơi ở của Big Smoke, Carl phá vỡ mọi lớp phòng thủ và giết chết Big Smoke nhưng lại bị khống chế bởi Tenpenny, hắn đánh cắp tất cả số tiền buôn ma túy của Big Smoke rồi chạy trốn trên một chiếc xe cứu hỏa. Carl và Sweet đuổi theo Tenpenny trên các con đường của Los Santos đến khi Tenpenny mất tay lái và đâm vào một cây cầu rồi rơi xuống khu nhà Ganton của Groove Street. Tenpenny bò ra được khỏi đống đổ nát trước khi gục ngã. Lúc Tenpenny đang hấp hối, Carl định bắn chết Tenpenny nhưng Sweet ngăn Carl lại vì không nên để lại chứng cứ rằng đây là một vụ giết người mà thay vào đó là một tai nạn. Khi Tenpenny đã chết, Carl có nói: "See you around, officer.", đáp trả những gì Tenpenny nói với Carl ở đầu trò chơi.
Sau đó, gia đình và bạn bè của Carl đến nhà Johnson để tham dự một buổi họp mặt. Madd Dogg thông báo rằng mình đã giành được một đĩa vàng cho album mới, còn Cesar thì cầu hôn Kendl. Trong khi bạn bè và người thân ăn mừng những thành công của mình, Carl quay lưng rời đi. Khi Kendl hỏi anh đang đi đâu, Carl đã trả lời: "Fittin' to hit the block, see what's happening."

## Quảng bá và phát hành

### The Introduction
The Introduction, một đoạn phim sử dụng công nghệ đồ họa trong trò chơi, đã được phát hành dưới dạng DVD cùng với Grand Theft Auto: San Andreas Official Soundtrack cũng như phiên bản tái phát hành Grand Theft Auto: San Andreas Special Edition dành cho hệ máy PlayStation 2. Đoạn phim dài 26 phút kể về những sự kiện dẫn đến cốt truyện của San Andreas và cho biết về quá trình phát triển của các nhân vật cho đến khi Carl được Sweet báo tin về cái chết của mẹ mình và trở về Los Santos.

## Âm nhạc
San Andreas có 11 đài phát thanh, bao gồm WCTR, Master Sounds 98.3, K-Jah West, CSR, Radio X, Radio Los Santos, SF-UR, Bounce FM, K-DST, K-Rose và Playback FM
Hệ thống âm nhạc trong San Andreas có sự cải tiến so với các tựa game trước. Thay vì chỉ lặp đi lặp lại một đoạn âm thanh duy nhất chứa các bài hát, thông báo và quảng cáo theo trình tự cố định, trong San Andreas, mỗi lần lên sóng được thực hiện riêng lẻ và sau đó trộn lẫn một cách ngẫu nhiên, cho phép các bài hát được chơi không theo trật tự, cũng như những sự kiện liên quan đến cốt truyện có thể được nhắc đến trên sóng phát thanh. Hệ thống này được tiếp tục sử dụng trong Grand Theft Auto IV.
Các phiên bản trên hệ máy Xbox và Windows có thêm một đài phát thanh nữa, cho phép người chơi tải những bài hát mà mình muốn vào để phát. Tính năng này không có trên hệ máy PS2 hay khi chơi trò chơi trên Xbox 360.

## Đón nhận
| Các giải thưởng                   | Các giải thưởng |
| --------------------------------- | --- |
| IGN's Best of 2004                | - Trò chơi trên PlayStation 2 của năm - Trò chơi hành động trên PlayStation 2 xuất sắc nhất - Cốt truyện xuất sắc nhất trên PlayStation 2 |
| GameSpot's Best and Worst of 2004 | - Trò chơi trên PlayStation 2 xuất sắc nhất - Trò chơi hành động-phiêu lưu xuất sắc nhất - Trò chơi hành động-phiêu lưu trên PlayStation 2 xuất sắc nhất—do độc giả bình chọn - Trò chơi trên PlayStation 2 của năm—do độc giả bình chọn - Lồng tiếng xuất sắc nhất - Trò chơi hài hước nhất |
| 2004 Spike TV Video Game Awards   | - Trò chơi của năm - Nhân vật nam xuất sắc nhất - Trò chơi hành động xuất sắc nhất - Âm nhạc xuất sắc nhất |

Ngay sau khi phát hành, Grand Theft Auto: San Andreas đã nhận được những phản hồi hết sức tích cực từ giới phê bình, được xem là một trong những trò chơi xuất sắc nhất trên hệ máy PlayStation 2. Theo Metacritic, trò chơi được đánh giá ở mức 95%, cao thứ 5 trong lịch sử PlayStation 2. IGN cho trò chơi 9.9/10 điểm (số điểm cao nhất đối với các trò chơi trên PlayStation 2). GameSpot cho trò chơi 9.6/10 điểm cùng với giải thưởng Editor's Choice. San Andreas cũng nhận được điểm A từ 1UP.com và 10/10 điểm từ Official U.S. PlayStation Magazine. Trò chơi được khen ngợi nhờ môi trường thế giới mở, quy mô rộng lớn của tiểu bang San Andreas, cốt truyện lôi cuốn cũng như phần lồng tiếng xuất sắc. Những lời phê bình chủ yếu là do các lỗi về mặt đồ họa, ngoại hình nhân vật xấu, hình ảnh kém rõ nét cũng như một số vấn đề về điều khiển như tự động ngắm bắn. Nhiều nhà phê bình cho rằng mặc dù có nhiều điểm mới trong San Andreas, chúng lại không được trau chuốt và hoàn thiện. Dù vậy, kể từ khi phát hành, San Andreas đã được đánh giá là một trong những trò chơi xuất sắc nhất mọi thời đại, lọt vào vị trí thứ 28 trong top 100 trò chơi hiện đại của tạp chí Edge.

### Doanh số
Đến ngày 3 tháng 3 năm 2005, trò chơi đã bán được hơn 12 triệu bản chỉ riêng trên hệ máy PlayStation 2 và trở thành trò chơi trên PlayStation 2 bán chạy nhất mọi thời đại. Theo Take-Two Interactive, Grand Theft Auto: San Andreas đã vượt ngưỡng 20 triệu bản vào ngày 26 tháng 12 năm 2007 và đạt mức 21.5 triệu bản vào ngày 26 tháng 3 năm 2008. Danh sách kỷ lục thế giới Guinness của game thủ năm 2009 đã công nhận San Andreas là trò chơi dành cho hệ máy PlayStation 2 thành công nhất với 17.33 triệu bản được bán ra chỉ riêng trên hệ máy này, trên tổng số 21.5 triệu bản trên tất cả các hệ máy. Năm 2010, Grand Theft Auto: San Andreas trở thành trò chơi bán chạy thứ ba mọi thời đại. Năm 2011, Kotaku thông báo rằng theo Rockstar Games, Grand Theft Auto: San Andreas đã bán được 27.5 triệu bản trên toàn thế giới.

## Tranh cãi

### Bản mod Hot Coffee

Một bức ảnh chụp màn hình của mini-game ẩn được bản mod Hot Coffee mở khóa

Trung tuần tháng 6 năm 2005, một bản vá cho trò chơi tên là "Hot Coffee mod" đã được tung ra bởi Patrick Wildenborg (với bí danh "PatrickW"), một lập trình viên 38 tuổi người Hà Lan. Trong trò chơi gốc, người chơi đưa bạn gái về trước cửa nhà và được hỏi có muốn vào nhà để uống "một chút cà phê" không. Nếu người chơi đồng ý, máy quay sẽ ở ngoài ngồi nhà và đung đưa một chút trong khi tiếng rên rỉ phát ra.
Sau khi cài đặt bản vá, người chơi sẽ có khả năng vào nhà bạn gái nhân vật và tham gia vào một mini-game mô phỏng quan hệ tình dục. Sự tác động của cuộc tranh cãi đã dẫn đến việc nhiều chính trị gia cấp cao ở Mỹ và một số nơi khác phản ứng trước công chúng, khiến trò chơi bị thu hồi và tái phát hành.
Ngày 20 tháng 6 năm 2005, ESRB thay đổi xếp loại trò chơi từ Mature (M) thành Adults Only (AO), khiến San Andreas trở thành trò chơi dành cho hệ máy cầm tay được phát hành rộng rãi duy nhất ở xếp loại này tại Mỹ. Rockstar công bố rằng họ sẽ ngừng sản xuất phiên bản chứa nội dung gây tranh cãi của trò chơi đồng thời cho phép các nhà phân phối dán nhãn Adults Only của ESRB lên bìa đĩa, hoặc trả lại chúng để được đổi thành phiên bản không chứa nội dung đồi trụy. Nhiều nhà bán lẻ đã rút trò chơi khỏi kệ vì những quy định của họ về việc không bán các trò chơi xếp loại AO. Tại Úc, Cơ quan Phân loại Điện ảnh và Văn học đã thu hồi mức xếp loại MA15+, nghĩa là trò chơi sẽ không còn được phép bán ở đây nữa.
Tháng 8 năm 2005, Rockstar North phát hành bản vá chính thức "Cold Coffee"  cho hệ máy PC và tái phát hành San Andreas sau khi đã loại bỏ các cảnh "Hot Coffee" (Grand Theft Auto: San Andreas Version 2.0), cho phép trò chơi trở lại xếp loại "M". Trên các hệ máy PlayStation 2 và Xbox, trò chơi cũng được phát hành lại sau khi đã loại bỏ các cảnh "Hot Coffee" dưới dạng các phiên bản Greatest Hits Edition, Platinum Edition và "GTA Trilogy Pack" cho cả hai hệ máy, cũng như phiên bản Special Edition chỉ dành cho PlayStation 2 (bao gồm bộ phim tài liệu Sunday Driver). Đĩa game sau khi được thay đổi có dòng chữ "SECOND EDITION" bên dưới logo xếp loại "M".